# سیارک ۲۱۴۰۵
سیارک ۲۱۴۰۵ (به انگلیسی: 21405 Sagarmehta، نامگذاری:1998FU61) بیست و یک هزار و چهارصد و پنجمین سیارک کشف شده‌است که در ۲۰ مارس ۱۹۹۸ کشف شد.
قدر مطلق سیارک برابر ۷.۸ است.